# 库博标准

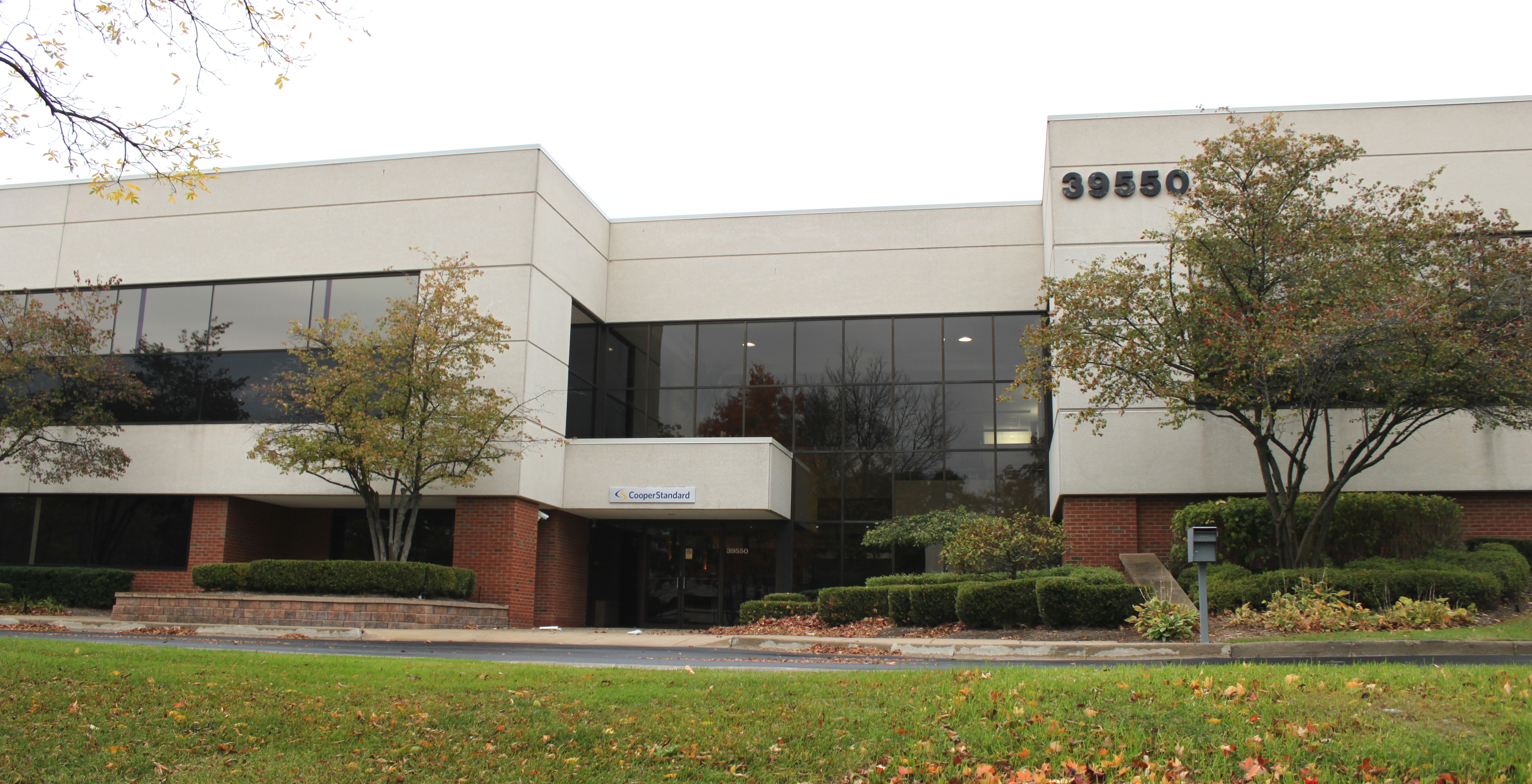
公司总部

库博标准（英語：Cooper Standard Automotive Inc.）是一家美国汽车系统和部件供应商。

## 历史
1960年固铂轮胎成立汽车部门而分离出来，主要生产汽车密封系统，流体运输系统，燃油系统，制动系统，减震系统等产品。2003年进入中国市场。